# Смертная казнь в России

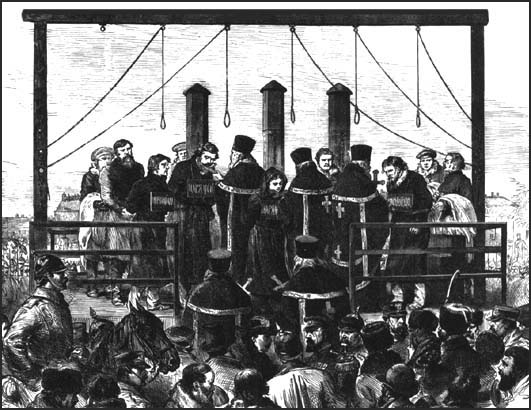
Повешение убийц Александра II (1881)

Смертная казнь в Российской Федерации по действующей конституции 1993 года «носила временный характер и была рассчитана лишь на некоторый переходный период» и больше не может применяться с 16 апреля 1997 года, то есть наказание в виде смертной казни не должно ни назначаться, ни исполняться. Вопрос о её применении окончательно был разъяснён Конституционным судом в 2009 году на основании конституции и международных договоров, но норма о смертной казни осталась в национальном законодательстве, обладающем меньшей правовой силой, чем конституция и международные договоры.

## Текущее положение
Согласно Конституции Российской Федерации, казнь установлена уголовным кодексом в качестве исключительной меры наказания за особо тяжкие преступления против жизни при предоставлении обвиняемому права на рассмотрение его дела судом с участием присяжных заседателей. При этом в Конституции оговаривается, что смертная казнь может устанавливаться «впредь до её отмены», де-факто уже произошедшей: в 2009 году сообщалось, что смертная казнь запрещена навсегда, хотя ещё до этого Уполномоченный по ПЧ заявлял, что «смертная казнь в России уже была отменена, в том числе и юридически», и «у нас есть полная отмена смертной казни».
В 1996 году Россию пригласили в Совет Европы только при условии отмены смертной казни. Президент просто стал игнорировать рассмотрение дел приговорённых к смертной казни (не утверждать и не миловать), что, согласно ст. 184 УИК РФ, заблокировало возможность исполнения всех приговоров.
16 апреля 1997 года Россия подписала Протокол № 6 к Конвенции о защите прав человека и основных свобод относительно отмены смертной казни (в мирное время). Несмотря на то, что 6-й протокол так и не был ратифицирован Россией, с этого момента смертную казнь в России запрещено применять согласно Венской конвенции, которая предписывает государству, подписавшему договор, вести себя в соответствии с договором до его ратификации.
В 1999 году Конституционный суд признал неконституционной возможность вынесения смертных приговоров в отсутствие судов присяжных во всех регионах страны (они отсутствовали в Чечне).
В 2009 году КС признал невозможность назначения смертной казни даже после введения суда присяжных в Чечне, мотивировав это тем, что «в результате длительного моратория на применение смертной казни сформировались устойчивые гарантии права человека не быть подвергнутым смертной казни и сложился конституционно-правовой режим, в рамках которого — с учётом международно-правовой тенденции и обязательств, взятых на себя Российской Федерацией, — происходит необратимый процесс, направленный на отмену смертной казни как исключительной меры наказания, носящей временный характер („впредь до её отмены“) и допускаемой лишь в течение определённого переходного периода, то есть на реализацию цели, закрепленной статьёй 20 (часть 2) Конституции Российской Федерации». Статья 55 Конституции России запрещает отменять или умалять (ущемлять) права человека, которые уже однажды были даны конституцией или международно-правовыми нормами, ставшими частью российской правовой системы.
Последний раз казнь была применена в 1996 году. По мнению Тамары Морщаковой, вернуть в России смертную казнь нельзя никакими способами, кроме как принятием новой конституции (так как вторая глава Конституции не подлежит изменению) в следующем порядке: принятием Федерального конституционного закона о Конституционном Собрании, внесением инициативы об изменении, одобрением ГД и СФ, созывом Конституционного Собрания, разработкой проекта новой конституции и всенародным референдумом о принятии новой конституции России.

## Смертная казнь в Древней Руси
Существуют различные мнения по поводу истоков применения смертной казни в Древней Руси: она возникла либо как продолжение обычая кровной мести, либо вследствие византийского влияния. Летописи известны попытки византийских епископов приобщить Русь к канонам Кормчей книги, где говорится о необходимости казни лиц, занимающихся разбоем. «Ты поставлен от Бога на казнь злых людей», — доказывали епископы Владимиру. «На какой-то период карательной практике того времени были известны случаи применения смертной казни за разбой, но смертная казнь не была воспринята русской добродетелью, и Владимир отменил её, перейдя к давно известной русскому законодательству системе денежных пеней». По свидетельству арабского путешественника Ибн Вакшия, смертная казнь к разбойникам применялась ещё в 930 году; в 996 году была введена смертная казнь за убийство в разбое.
Русская Правда не предусматривает смертной казни, но Краткая редакция Русской Правды законодательно закрепляет право кровной мести, ограничивая круг субъектов этого права: «Убьетъ муж(ъ) мужа, то мстить брату брата, или сынови отца, любо отцю сына, или братучаду, любо сестрину сынови; аще не будетъ кто мьстя, то 40 гривен за голову». Последняя фраза позволяет сделать вывод о том, что в данные отношения уже вмешивается государство — при отсутствии родственников, которые могли отмстить за убитого, с убийцы взыскивался денежный штраф.
При этом, в соответствии со ст. 17, 21, 38 Краткой редакции Русской Правды, допускает убийство без наказания вора, обнаруженного на месте преступления (с ограничениями), и холопа, ударившего свободного мужа.
Окончательная отмена кровной мести была совершена сыновьями Ярослава Владимировича на межкняжеском съезде. Так, по ст. 2 Пространной редакции Русской Правды, «По Ярославе же паки совкупившиеся сынове его: Изяслав, Святослав, Всеволод и мужи их: Коснячько, Перенег, Никифор и отложиша убиение за голову, но кунами ся выкупати». Данная статья свидетельствует о том, что кровная месть юридически была отменена и заменена денежным штрафом.
Отсутствие смертной казни в системе наказаний Русской Правды не означает отсутствия её реального применения. В летописях имеются свидетельства применения смертной казни за мятеж, измену, преступления против христианской веры.

## XIV—XVII века

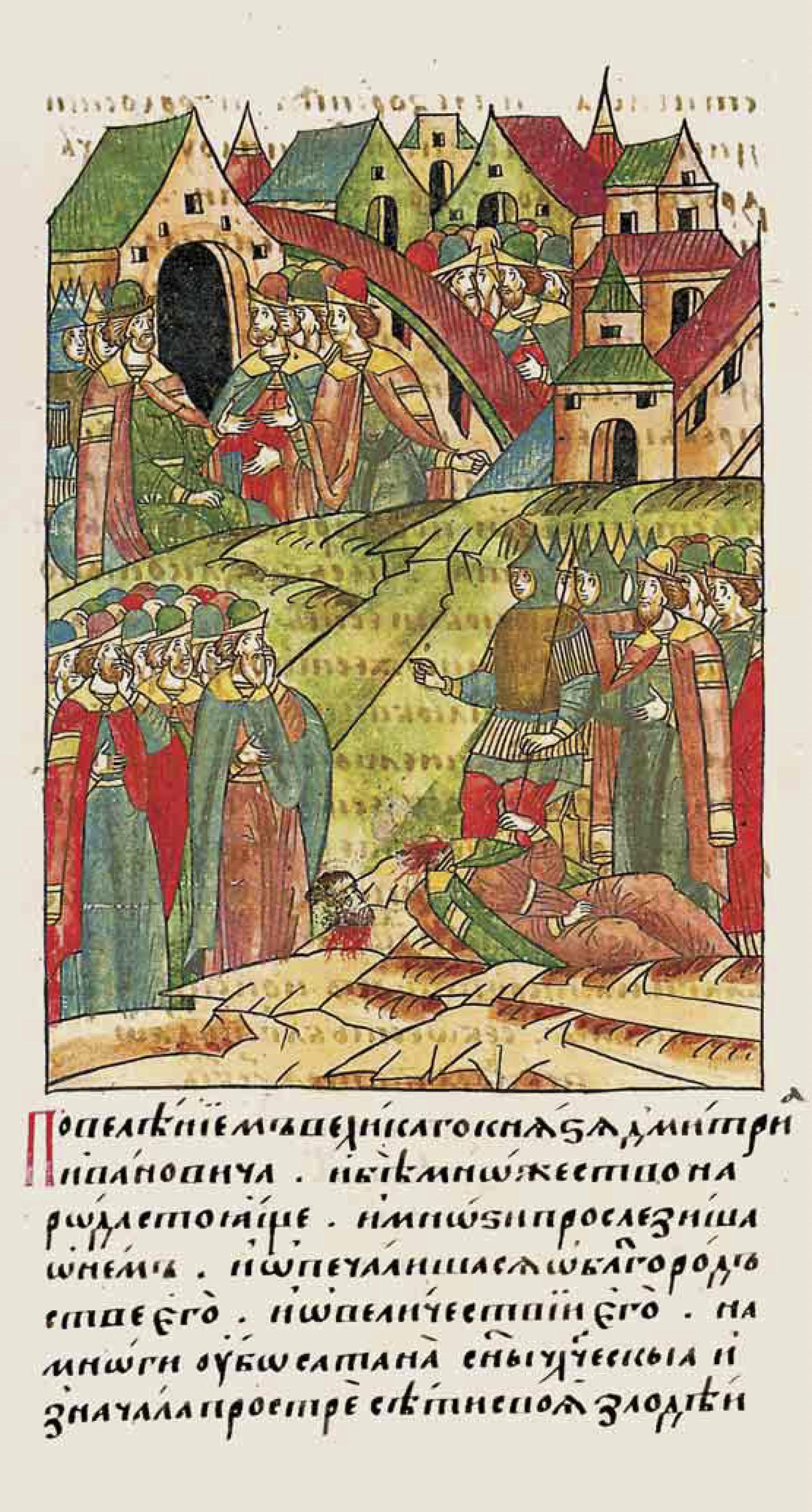
Иван Васильевич Вельяминов был казнён в 1378 году — одна из первых публичных казней на Руси

Двинская уставная грамота 1397 года предусматривала смертную казнь за кражу, совершённую в третий раз, но не за убийство. Псковская судная грамота 1467 года устанавливает, что смертной казнью наказывается святотатство (воровство в церкви), конокрадство, государственная измена, поджог, кража, совершённая в посаде в третий раз. Судебник 1497 года предусматривал назначение смертной казни за убийство своего господина и иные виды убийства, разбой, повторную кражу, государственную измену, иные государственные преступления, религиозные преступления (например, святотатство), клевету.
Расширение сферы применения смертной казни произошло в период правления Ивана Грозного, при котором был принят Судебник 1550 года. Смертная казнь стала использоваться как один из наиболее часто встречающихся видов наказания, причём осуществлявшихся публично и сопровождавшихся пытками.
По Соборному Уложению 1649 года смертной казнью каралось от 54 до 60 преступлений; смертная казнь делилась на простую (повешение) и квалифицированную (сожжение, отрубление головы, четвертование и т. д.). Смертная казнь применялась публично, а в отношении беременных она откладывалась до момента родов.

## XVIII век
Количество составов преступления, за которое назначалась казнь, увеличивалось и достигло пика в царствование Петра Великого, после которого волна пошла на спад, и начались разного рода попытки законодательной отмены или ограничения смертной казни. Воинский Артикул Петра I предполагал применение смертной казни в 123 случаях, однако реально смертная казнь применялась только за мятеж, убийство, измену, а также за казнокрадство и коррупцию; в остальных случаях применялись телесные наказания, ссылка на каторгу (как на определённый срок, так и навечно) и клеймление.
В царствование Елизаветы Петровны, как реакция на бессмысленную жестокость наказаний при Анне Иоанновне, были отменены смертная казнь и пытки для лиц младше 17 лет. Указы от 18 (29) июня 1753 года, 30 сентября (11 октября) 1754 года заменили «натуральную смертную казнь» на «политическую», которая выражалась в ссылке «на каторжные работы, предварительно подвергнув: наказанию кнутом с вырыванием ноздрей и постановлением клейма» или без такового. Кроме того, все дела, по которым подлежала применению смертная казнь, подлежали передаче в Сенат и рассматривались самой Елизаветой. В теории уголовного права это рассматривается как прообраз введённого в 1990-х годах моратория на смертную казнь с широким применением института помилования к приговорённым к данному наказанию лицам. Отмечается, что замена смертной казни наказанием с применением кнута носила во многом формальный характер, так как по приговорам судов преступникам назначалось большое количество ударов кнутом, что часто приводило к их смерти.
Сохранялось такое положение и в царствование Екатерины II, однако отказ от применения смертной казни к общеуголовным преступлениям не исключал её применения в отношении деяний, совершённых против государства. Например, в 1775 году, согласно нормам Уложения 1649 года и Уставов Петра I смертная казнь была применена к руководителям и участникам восстания Пугачёва.

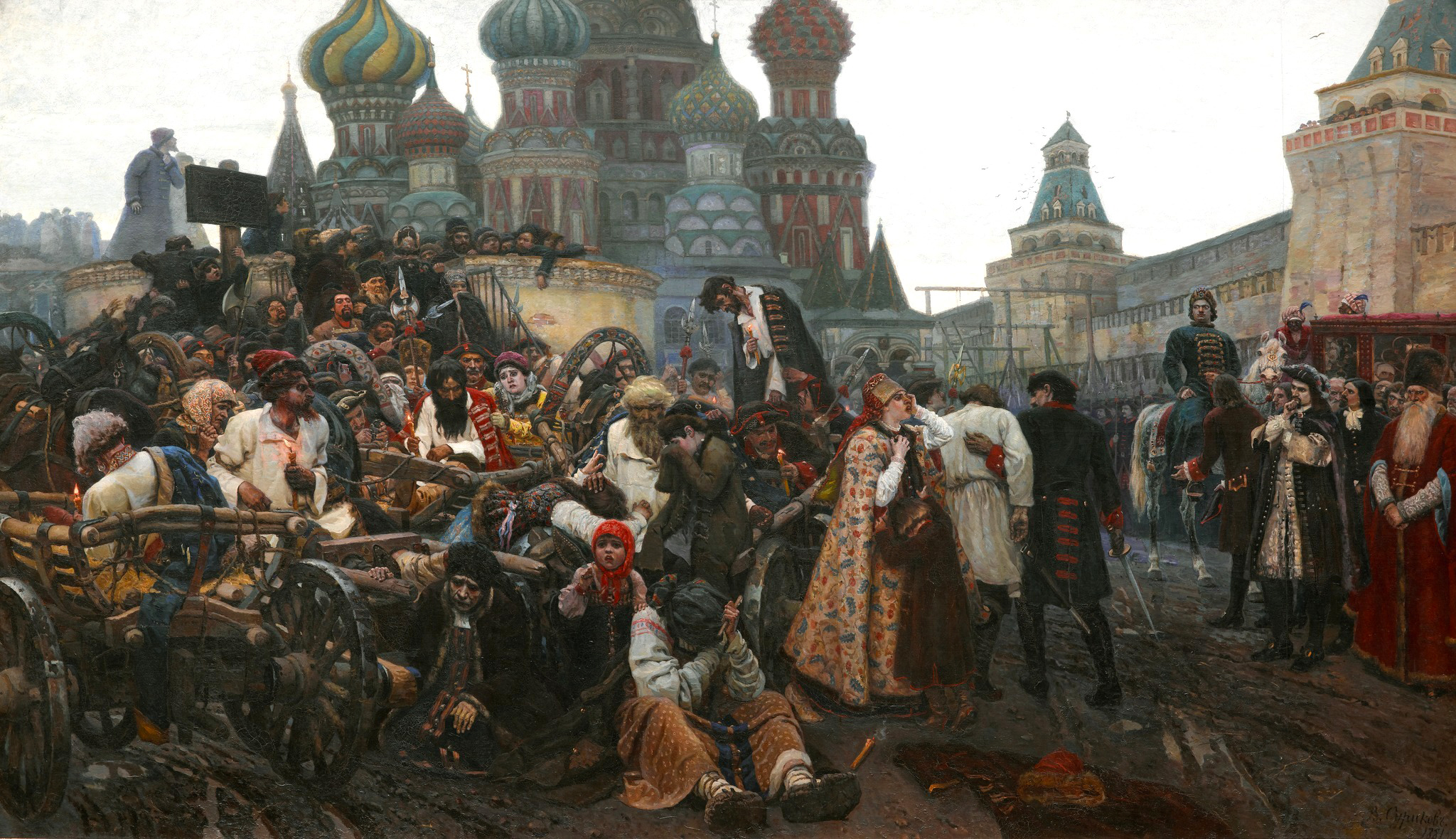
Утро стрелецкой казни.
Картина В. И. Сурикова

Смертные приговоры в начале XIX века выносились редко: в период царствования Александра I было казнено 84 человека, в период царствования Николая I — пять.

### Виды смертной казни
Нередко практиковался такой вид казни, как посажение на кол, относительно часто — при Иване Грозном. При Петре I, в частности, на кол был посажен любовник опальной царицы Е. Лопухиной бывший майор Степан Глебов. Колесование, применявшееся в России и ранее, при Петре I было закреплено в Воинском Уставе, и применялось регулярно вплоть до XIX века.
В до- и даже послепетровской России нередки были случаи сожжения. По Уложению 1649 года оно полагалось за богохульство. В 1682 году был сожжен в Пустозерске (исчезнувший город вблизи нынешнего Нарьян-Мара) протопоп Аввакум с его тремя сподвижниками. В 1689 г. в Москве, в Немецкой слободе — мистик, автор непонятных стихов в духе Нострадамуса Квирин Кульман, вместе со всеми своими книгами. В 1738 году, в царствование Анны Иоанновны, были сожжены на костре за переход в другую веру: флота капитан-лейтенант Возницын, «вместе с совратителем своим жидом Борохом Лейбовым» — за переход в иудаизм; а татарин Тойгильда Жуляков — за возврат в ислам. К этой последней казни, состоявшейся в Екатеринбурге, приложил руку его основатель В. Н. Татищев. Последний в России приговор к смертной казни через сожжение был вынесен за колдовство Андрею Козицыну в Яренске в декабре 1762 года, однако не был утвержден ввиду действующего моратория на смертную казнь.
Согласно Соборному уложению 1649 года, фальшивомонетчиков казнили, заливая в горло расплавленный металл.
Для женщин, убивших мужей, была принята весьма экзотическая казнь: закапывание в землю заживо по шею. Повешение за ребро ещё в Пугачевщину было делом весьма обыкновенным, так что перед селами, где жили бунтовщики, для острастки выставляли глаголь для повешения за ребро, причем жителям не надо было объяснять, что это такое. Четвертование было в России также казнью нередкой, но для него никогда не употреблялись лошади. В 1775 г. были четвертованы Пугачёв и Перфильев, причём им отсекли сначала голову. Это было последнее четвертование в России. В 1826 году декабристы: Пущин, Кюхельбекер и другие — всего 31 человек, осуждённые по первому разряду — были приговорены к отсечению головы (казнь им заменили каторжными работами), а пятеро, объявленные вне разрядов — к четвертованию (которых в итоге повесили). После этого случаи отсечения головы и четвертования или хотя бы вынесение таких приговоров неизвестны.

## XIX — начало XX века

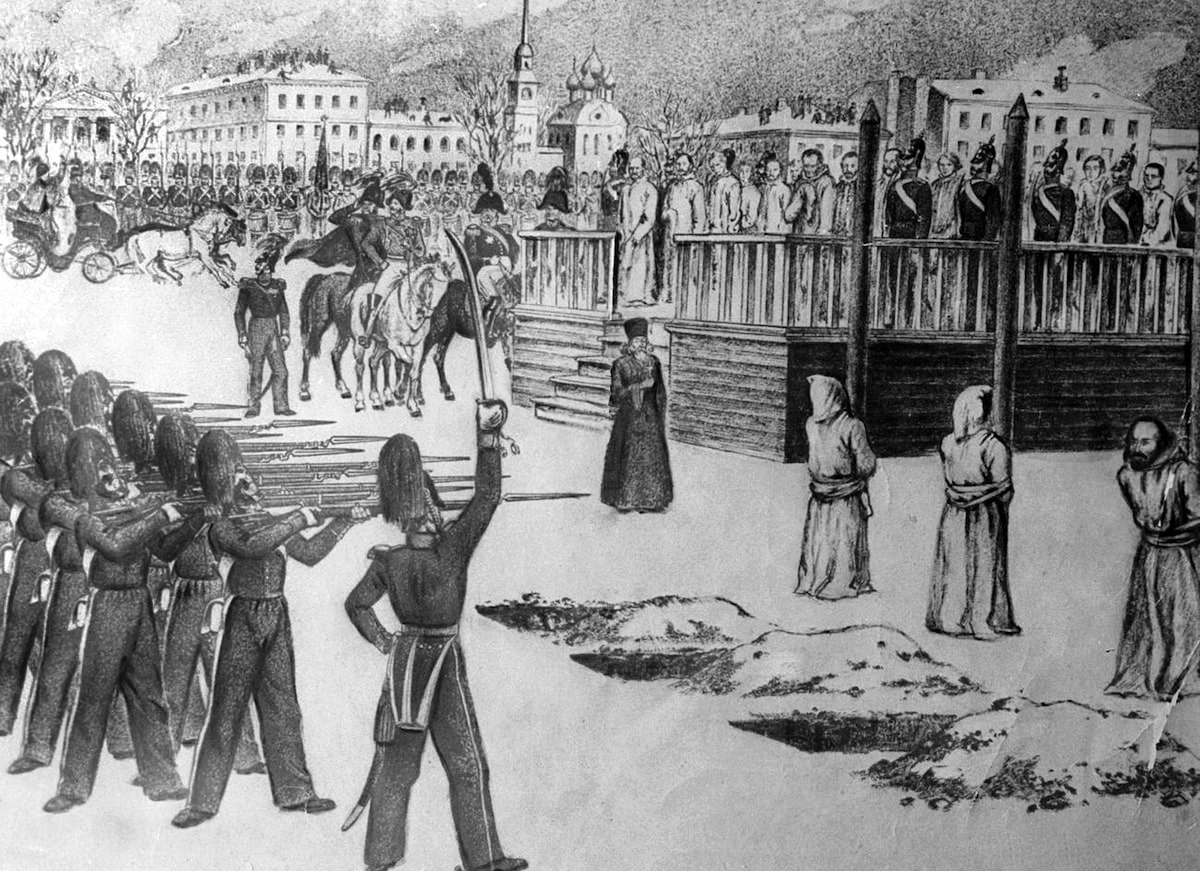
«Обряд казни на Семёновском плацу», рисунок Б. Покровского, 1849 год

Смертная казнь как вид наказания предусматривалась всеми уголовно-правовыми актами Российской Империи: Сводом законов Российской империи, Уложением о наказаниях уголовных и исправительных 1845 года, а также Уголовным уложением 1903 года.
После восстания декабристов и до революции применялись только два вида казни — расстрел и повешение. Так казнили при Александре II, Александре III и Николае II революционеров-террористов; даже за самые жестокие убийства неполитического характера тогда полагалась не казнь, а только каторга (на срок 10-20 лет или бессрочно). Смертная казнь (преимущественно через расстрел) применялась и военно-полевым судом за тяжкие воинские преступления. Вообще, в конце XIX — начале XX веков обычно было два вида казни: расстрел для военных и повешение для граждан. (Кроме того, до реформ Александра II существовали тяжкие телесные наказания: кнут, отменённый в 1845 году, и проход через строй, во многих случаях влёкшие смерть). На каторге иногда казнили (через повешение) по приговору военного суда убийц-рецидивистов, совершивших новое убийство уже во время отбытия наказания (см., между прочим, информацию об этом у Чехова в «Острове Сахалин»).
Свод законов Российской империи 1832 года предусматривал назначение смертной казни как исключительной меры наказания по приговору Верховного уголовного суда по карантинному Уставу 1832 года и за воинские преступления по Полевому уголовному уложению.
Уложение о наказаниях уголовных и исправительных 1845 года предусматривало смертную казнь лишь за государственные и карантинные преступления, и только после высочайшего рассмотрения приговора (то есть только после решения царя). Смертная казнь при наличии смягчающих обстоятельств заменялась бессрочной каторгой или каторгой на срок 15-20 лет и не применялась к лицам моложе 21 года и старше 70 лет. Военно-уголовное законодательство устанавливало, что смертной казнью карается умышленное убийство, изнасилование, разбой, грабёж, уничтожение чужого имущества. В 1881 году было отменено публичное исполнение смертной казни.
С 1893 года было разрешено применение смертной казни военными судами за убийство работников железной дороги и пассажиров поездов, совершённые «туземцами в Кавказском крае и Ставропольской губернии».
Во второй половине XIX века ежегодно смертная казнь применялась к 10—50 лицам. Применение смертной казни расширилось непосредственно после революции 1905 года, она стала применяться в 5—10 раз чаще.

## Советская Россия и СССР

### Революции 1917 года и Гражданская война
Смертная казнь была отменена после Февральской революции в 1917 году, но вскоре — снова введена на фронте Временным правительством за воинские преступления, измену, убийство и разбой. Ключевую роль в возобновлении практики смертных приговоров сыграл Л. Г. Корнилов.
После установления советской власти смертная казнь была отменена II Всероссийским съездом Советов 28 октября 1917 года. Однако, по сути отмена была формальной. В ходе Гражданской войны часто убивали без судебных решений. Точное количество казненных тогда неизвестно. По факту, в России действовала так называемая «революционная законность», стоявшая выше юридических законов. В связи с принятием постановления СНК РСФСР «О красном терроре» от 5 сентября 1918 года смертная казнь была восстановлена: она применялась к лицам, которые имели прикосновенность к белогвардейским организациям, заговорам, мятежам. Исполнялась она путём расстрела, а имена расстрелянных и основания применения к ним смертной казни подлежали опубликованию. Позже данные нормы были включены в Руководящие начала по уголовному праву РСФСР 1919 года.
Впервые смертная казнь в данный период была применена 21 июня 1918 года революционным трибуналом ВЦИК к бывшему начальнику морских сил Балтийского флота контр-адмиралу Алексею Щастному.

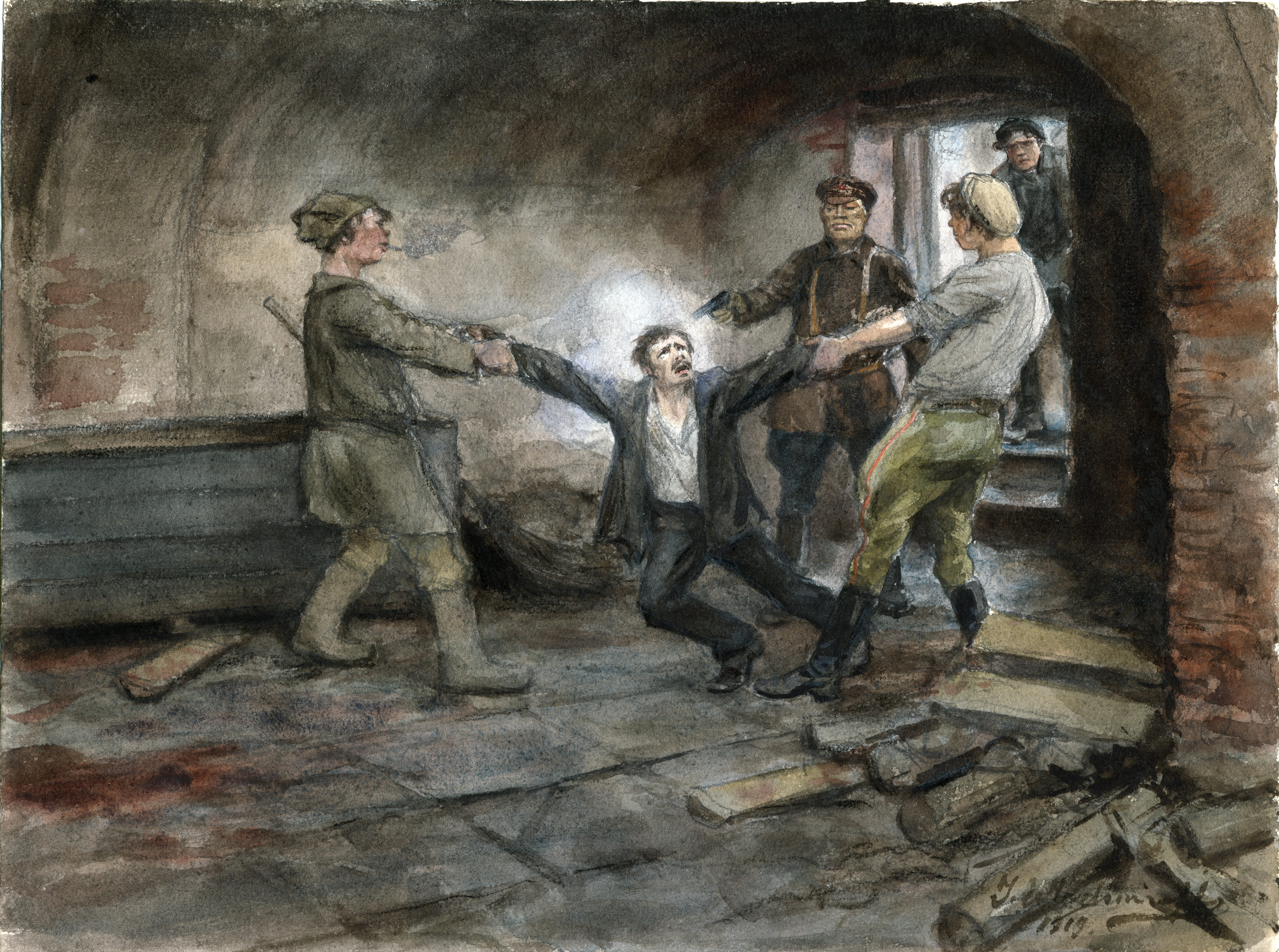
«В подвалах ЧК», картина И. А. Владимирова

Смертная казнь в этот период также часто применялась в порядке внесудебной расправы. Как в этот период, так и в последующие годы, зачастую дела, приводившие к смертным приговорам, являлись сфабрикованными: известными примерами подобного рода являются дела В. Таганцева (был казнен 61 человек, в том числе 16 женщин), Н. Гумилева и другие.
Затем Постановлением ВЦИК и СНК РСФСР от 17 января 1920 г. «Об отмене применения высшей меры наказания (расстрела)» смертная казнь вновь отменяется. Однако уже в приказе Реввоенсовета Республики от 4 мая 1920 г. «О революционных военных трибуналах» революционные военные трибуналы наделяются правом применения смертной казни в виде расстрела.
Согласно Декрету ЦИК от 22 мая 1920 г. «О порядке приведения в исполнение губернскими революционными трибуналами приговоров к высшей мере наказания в местностях, объявленных на военном положении, а также в местностях, на кои распространяется власть революционных военных советов фронтов» решением губернского исполкома осуждённый лишался права на обжалование, и помилование, а смертная казнь приводилась в исполнение немедленно.

### 1920—1950 годы
Запрет применения смертной казни по отношению к детям (лицам до 18 лет) и беременным женщинам введен 27 июля 1922 года (затем дополнен 7 сентября 1922 года) декретом ВЦИК.
В ст. 33 УК РСФСР 1922 г. предусматривалось, что «по делам, находящимся в производстве революционных трибуналов, впредь до отмены Всероссийским Центральным Исполнительным Комитетом, в случаях, когда статьями настоящего кодекса определена высшая мера наказания, в качестве таковой применяется расстрел». УК РСФСР от 1922 года впервые привел полный перечень составов преступлений, предусматривающих смертную казнь в качестве меры наказания:
- за контрреволюционные преступления (организация вооружённых восстаний или вторжения на советскую территорию вооружённых отрядов или банд, сношение с иностранным государством с целью склонить его к вооружённому вмешательству в дела Республики, участие в контрреволюционных организациях различного вида, террористический акт, диверсия, шпионаж, активная деятельность против рабочего класса и революционного движения при царском строе, призыв к невыполнению распоряжений органов власти, самовольное возвращение высланного в пределы РСФСР);
- за преступления против порядка управления (массовые беспорядки, бандитизм, уклонение от воинской повинности, агитацию и пропаганду, заключающуюся в призыве к совершению преступлений против порядка управления, фальшивомонетничество, сопротивление власти, сопряженное с убийством или насилием над личностью представителя власти, нарушение законов и обязательных постановлений о ввозе или провозе за границу товаров);
- за должностные преступления (злоупотребление властью, вынесение неправосудного приговора, незаконное задержание, привод, принуждение к даче показаний при допросе путём применения незаконных мер, присвоение должностным лицом особо важных государственных ценностей, находящихся в его ведении в силу его служебного положения, получение взятки и провокация взятки);
- за нарушение правил об отделении церкви от государства, когда использование религиозных предрассудков масс происходит в военной обстановке с целью свержения рабоче-крестьянской власти;
- за бесхозяйственное использование рабочей силы и бесхозяйственное ведение лицами порученного им дела, если они совершены в военное время или связаны с военными действиями, а также неисполнение обязательств по договору;
- за хищение из государственных складов, вагонов, судов, разбой, присвоение и растрату;
- за воинские преступления, в большинстве своем совершенные в военное время или в боевой обстановке (неисполнение военнослужащим приказания, сопротивление исполнению приказания или распоряжения, побег, уклонение военнослужащего от несения военной службы, самовольное отступление военного начальника от данного распоряжения, самовольное оставление поля сражения во время боя, военный шпионаж, мародерство);
- за побег красноармейца и лица командного, административного или комиссарского состава (с 1922 г.);
- за способствование переходу государственной границы без соответствующего разрешения (с 1923 г.);
- за заключение убыточных договоров (с 1923 г.);
- за хищение государственного имущества в особо крупных размерах (1923 г.);
- за превышение военным начальником пределов предоставленной власти или бездействие, совершенные из корыстных побуждений (1923 г.).

В 1924 г. Постановлением ЦИК СССР были приняты «Основные начала уголовного законодательства СССР и союзных республик», содержащие также «Положение о воинских преступлениях» и включающие 11 составов преступлений, предусматривающих высшую меру наказания — расстрел:
- побег
- нарушение военнослужащим уставных правил караульной службы и особых приказов и распоряжений
- противозаконное насилие над гражданским населением, учинённое военнослужащим при отягчающих обстоятельствах

и ряд других.
17 апреля 1924 года Политбюро ЦК РКП(б) запретило выносить смертные приговоры по политическим делам без предварительной санкции ЦК РКП(б). 5 ноября 1924 года Политбюро ЦК РКП(б) постановило, что вынесенные на местах обвинительные заключения должны были быть предварительно просмотрены особой комиссией Политбюро ЦК РКП(б).
УК РСФСР 1926 года включал почти вдвое меньше статей, предусматривающих наказание в виде смертной казни, чем УК РСФСР 1922 года. Число приговорённых к смертной казни в этот период не превышало 0,1 % от общего числа осуждённых.
Положение «О воинских преступлениях» от 27 июля 1927 года содержит двадцать статей со смертной казнью в качестве наказания:
- неявка в срок без уважительных причин на службу и на сборы
- уклонение от выполнения обязанностей военной службы путём причинения себе какого-либо повреждения, путём симуляции болезни, иного обмана, совершенное в военное время
- противозаконное отчуждение, залог или передача в пользование выданных для служебного употребления холодного или огнестрельного оружия, патронов и средств передвижения
- сдача неприятелю начальником вверенных ему военных сил
- оставление погибающего военного корабля командиром, не выполнившим до конца своих служебных обязанностей
- передача иностранным правительствам, неприятельским армиям, контрреволюционным организациям сведений о вооружённых силах и об обороноспособности СССР и ряд других.

В этот период смертная казнь также применялась в порядке внесудебной расправы.
С 13 августа 1930 г., затем 27 февраля 1934 г. Положение дополняется постановлениями ЦИК и СНК СССР, предусматривавшими расстрел за уклонение от призыва по мобилизации в ряды РККА и от дальнейших призывов для укомплектования РККА в составе военного времени, тайное или открытое похищение огнестрельного оружия, частей к нему и огневых припасов.
7 апреля 1935 года было принято постановление ЦИК и СНК СССР № 3/598 «О мерах борьбы с преступностью среди несовершеннолетних», вводившее применение к несовершеннолетним любых мер уголовного наказания, вплоть до смертной казни. С целью имплементации этого решения в уголовное законодательство РСФСР было издано постановление Всероссийского Центрального исполнительного комитета и Совета народных комиссаров РСФСР от 25 ноября 1935 года «Об изменении действующего законодательства РСФСР о мерах борьбы с преступностью среди несовершеннолетних, с детской беспризорностью и безнадзорностью». Согласно пункту 1 Постановления ВЦИК и СНК РСФСР от 25 ноября 1935 года, статья 12 Уголовного кодекса РСФСР излагалась в следующей редакции:
«12. Несовершеннолетние, достигшие двенадцатилетнего возраста, уличённые в совершении краж, в причинении насилия, телесных повреждений, увечий, в убийстве или попытке к убийству, привлекаются к уголовному суду с применением всех мер наказания».
Ранее статья выглядела так:
«12. Меры социальной защиты судебно-исправительного характера не подлежат применению к малолетним до четырнадцати лет, в отношении которых могут быть применяемы лишь меры социальной защиты медико-педагогического характера.
К несовершеннолетним от четырнадцати до шестнадцати лет меры социальной защиты судебно-исправительного характера могут быть применяемы лишь в случаях, когда комиссией по делам о несовершеннолетних будет признано невозможным применение к ним мер социальной защиты медико-педагогического характера».
В то же время действующей оставалась статья 22 УК РСФСР, гласящая: «Не могут быть приговорены к расстрелу лица, не достигшие восемнадцатилетнего возраста в момент совершения преступления, и женщины, находящиеся в состоянии беременности».
Все указанные в новой редакции статьи 12 УК РСФСР деяния, в том числе убийство (ст.ст. 136—139 УК РСФСР), не предусматривали смертной казни, за исключением убийства, совершённого военнослужащим при особо отягчающих обстоятельствах (ст.136 ч.2 УК РСФСР).
20 апреля 1935 года были выпущены специальное разъяснение Политбюро (РГАСПИ, Ф.17, Оп.1, Д.962, Л.32) и циркуляр Прокуратуры СССР и Верховного Суда СССР прокурорам и председателям судов о порядке применения высшей меры наказания к несовершеннолетним (ГА РФ, Ф. Р-8131, Оп. 38, Л. 6, П 47а), оба документа под грифом «Совершенно секретно»:
1. К числу мер уголовного наказания, предусмотренных ст. 1 указанного постановления, относится также и высшая мера уголовного наказания (расстрел).
2. В соответствии с этим надлежит считать отпавшими указание в примечании к ст. 13 «Основных начал уголовного законодательства СССР и союзных республик» и соответствующие статьи уголовных кодексов союзных республик (22 ст. УК РСФСР и соответствующие статьи УК других союзных республик), по которым расстрел к лицам, не достигшим 18-летнего возраста, не применяется.
3. Ввиду того, что применение высшей меры наказания (расстрел) может иметь место лишь в исключительных случаях и что применение этой меры в отношении несовершеннолетних должно быть поставлено под особо тщательный контроль, предлагаем всем прокурорским и судебным органам предварительно сообщать прокурору Союза и председателю Верховного Суда СССР о всех случаях привлечения к уголовному суду несовершеннолетних правонарушителей, в отношении которых возможно применение высшей меры наказания.
4. При предании уголовному суду несовершеннолетних по статьям закона, предусматривающим применение высшей меры наказания (расстрела), дела о них рассматривать в краевых (областных) судах в общем порядке[34].

Смертная казнь в отношении несовершеннолетних лиц по Постановлению 1935 года в СССР применялась на практике. В ноябре 1940 года был расстрелян 17-летний Владимир Винничевский за совершение в возрасте 15—16 лет похищений и убийств детей (в возрасте от 2,5 до 4,5 лет). Европейскому суду по правам человека в 2010—2014 годах были представлены документы российских архивов о четырёх случаях расстрелов с 19 декабря 1937 года по 14 марта 1938 года несовершеннолетних (Анатолия Плакущего, Александра Петракова, Ивана Белокашина и Михаила Третьякова). Все они родились в 1921 г., и на момент казни им было по 16—17 лет. Норма о возможности назначения смертной казни для несовершеннолетних действовала в СССР с 1935 по 1947 и с 1950 по 1959 годы. 3 ноября 1937 года в Тюмени был расстрелян по приговору «тройки» Омского УНКВД Виктор Зубков (1920 года рождения), который в апреле 1957 года был реабилитирован посмертно.
В то же время канадский историк, специалист по советской уголовной системе времён Сталина Питер Соломон утверждает: «В ходе работы с обширными архивными документами (как самого автора, так и его коллег) не удалось обнаружить примеров приведения в исполнение смертных приговоров [несовершеннолетним]». Российский историк М. О. Окунева считает, что «законодатель не отказался от общего принципа неприменения к несовершеннолетним смертной казни, допуская отступления от него лишь в исключительных случаях, подтверждением чего служит наличие единственного смертного приговора в отношении несовершеннолетнего за весь рассматриваемый период [с начала 1930-х по 1941 год]» (имеется в виду дело Винничевского).
Большинство советских казней совершалось через расстрел. Впрочем, в ходе Гражданской войны применялось и повешение (см., например, Ленинский приказ о повешении). Расхожий миф о казни через потопление на барже, якобы применявшейся и при белом, и при красном терроре 1918—1920-х годов, не подтверждается фактами или источниками.
Пиком применения смертной казни стал период Большого террора: за 1937—1938 гг. по делам органов НКВД СССР было вынесено 681 692 смертных приговора.
Во время Великой Отечественной войны впервые стали вешать, причем публично, полицаев и прочих изменников (Указ «О мерах наказания для немецко-фашистских злодеев...» 1943 года). Известнейшие и самые массовые такие казни состоялись в Краснодаре в 1945, в Ленинграде 18 января 1946 года перед кинотеатром «Гигант» и в Риге 3 февраля 1946. Были и закрытые казни через повешение, «в условиях тюрьмы», как выражались тогда официально. В 1946 году повесили в Лефортовской тюрьме Власова и его сподвижников. 16 января 1947 года там же и так же казнили старых белых генералов, служивших Германии: П. Н. Краснова и др.

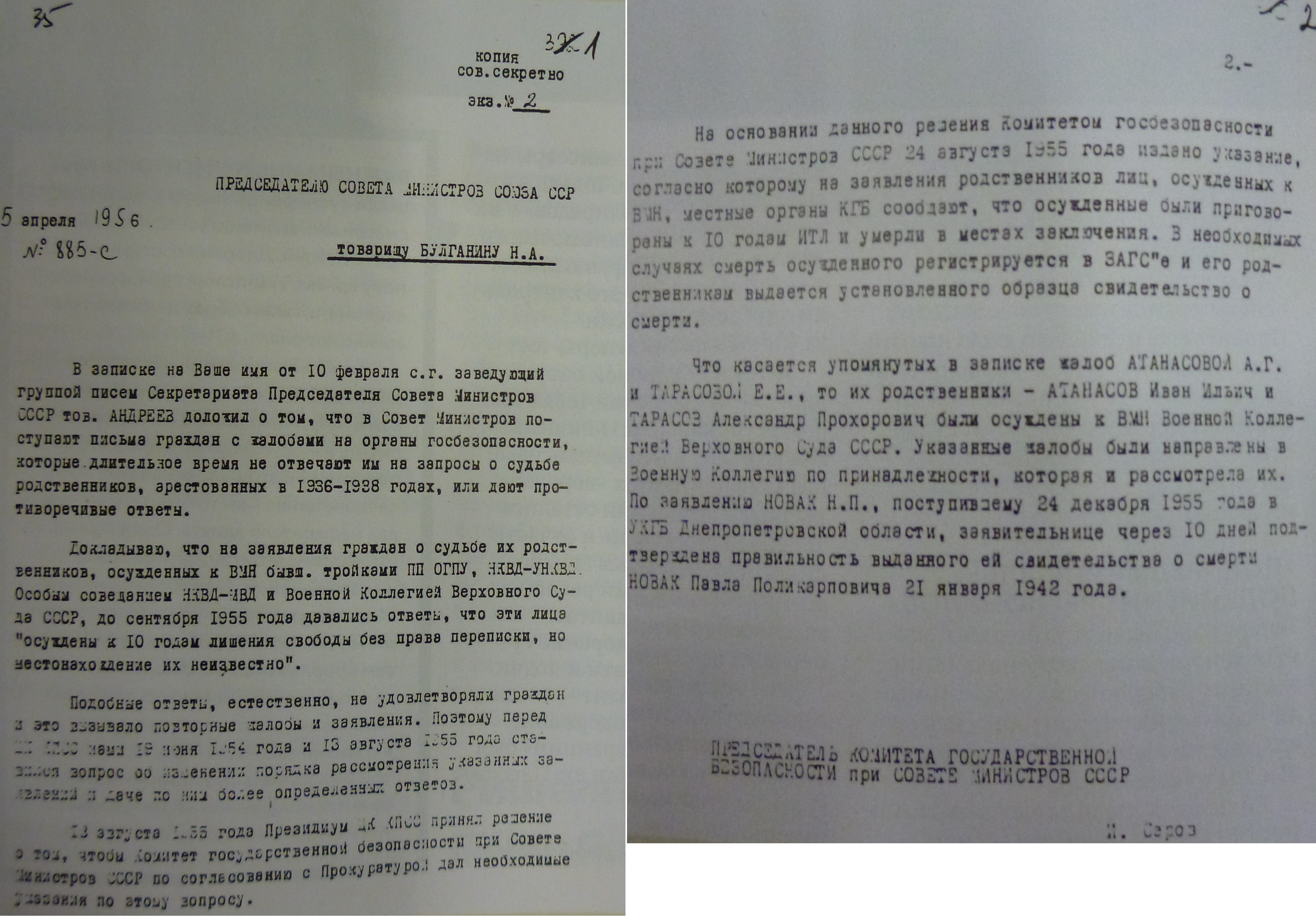
Письмо Председателя КГБ СССР Ивана Серова председателю Совета Министров СССР Николаю Булганину о новом порядке извещения родственников казненных, 5 апреля 1956 года

В 1947 году был издан Указ Президиума ВС СССР от 26.05.1947 «Об отмене смертной казни», которым это наказание было признано не применяющимся в мирное время. В январе 1950 года «по многочисленным просьбам трудящихся» был издан Указ Президиума ВС СССР от 12.01.1950 «О применении смертной казни к изменникам Родины, шпионам, подрывникам-диверсантам», восстановивший применение смертной казни к обвинявшимся по этим статьям. Согласно постановлению Политбюро ЦК ВКП(б) (1950) смертная казнь могла быть применена к лицам, совершившим указанные преступления в период действия запрета (1947—1950 гг.), то есть закон действовал с обратной силой. Кроме того, указом Президиума Верховного Совета СССР от 30 апреля 1954 года смертная казнь была распространена на лиц, совершивших умышленное убийство при отягчающих обстоятельствах.
Родственники казнённого, который был осуждён к высшей мере наказания «тройкой» или Особым совещанием НКВД-МВД или Военной коллегией Верховного суда СССР, получали известие о том, что он осуждён на 10 лет без права переписки. Однако 24 августа 1955 года КГБ СССР издал указание (на основании принятого в августе 1955 года решения Президиума ЦК КПСС), согласно которому на заявления родственников таких лиц местные органы КГБ должны были сообщать, что осуждённые были приговорены к 10 годам исправительно-трудовых лагерей и умерли в местах заключения, причём в необходимых случаях эти смерти регистрировали в ЗАГС с выдачей родственникам свидетельств о смерти.

### 1960—1991 годы
| статья УК РСФСР         | состав преступления | альтернативное наказание        |
| ----------------------- | --- | ------------------------------- |
| п. «а» ст. 64 УК РСФСР  | измена Родине | от 10 до 15 лет лишения свободы |
| ст. 65 УК РСФСР         | шпионаж | от 7 до 15 лет лишения свободы  |
| ч. 1 ст. 66 УК РСФСР    | убийство государственного или общественного деятеля или представителя власти, совершённое в связи с его государственной или общественной деятельностью, с целью подрыва или ослабления советской власти | от 10 до 15 лет лишения свободы |
| ч. 1 ст. 67 УК РСФСР    | убийство представителя иностранного государства с целью провокации войны или международных осложнений                                                                                                   | от 10 до 15 лет лишения свободы |
| ст. 68 УК РСФСР         | диверсия | от 8 до 15 лет лишения свободы  |
| ст. 77 УК РСФСР         | бандитизм | от 3 до 15 лет лишения свободы  |
| ч. 2 ст. 77.1 УК РСФСР  | действия, дезорганизующие работу исправительно-трудовых учреждений, совершённые особо опасным рецидивистом или лицом, осуждённым за тяжкое преступление                                                 | от 8 до 15 лет лишения свободы  |
| ч. 2 ст. 81 УК РСФСР    | уклонение от призыва по мобилизации, совершённое в военное время | от 5 до 10 лет лишения свободы  |
| ч. 2 ст. 87 УК РСФСР    | изготовление или сбыт поддельных денег или ценных бумаг, совершённые в виде промысла | от 10 до 15 лет лишения свободы |
| ч. 2 ст. 88 УК РСФСР    | нарушение правил о валютных операциях, совершённое лицом, ранее судимым за данное преступление, а равно в крупных размерах                                                                              | от 5 до 15 лет лишения свободы  |
| ст. 93.1 УК РСФСР       | хищение государственного или общественного имущества в особо крупных размерах | от 8 до 15 лет лишения свободы  |
| ст. 102 УК РСФСР        | умышленное убийство при отягчающих обстоятельствах | от 8 до 15 лет лишения свободы  |
| ч. 4 ст. 117 УК РСФСР   | изнасилование, совершённое особо опасным рецидивистом или повлёкшее особо тяжкие последствия, а равно изнасилование малолетней                                                                          | от 8 до 15 лет лишения свободы  |
| ч. 3 ст. 173 УК РСФСР   | получение взятки, совершённое должностным лицом, занимающим ответственное положение, либо ранее судимым за взяточничество, либо в особо крупном размере                                                 | от 8 до 15 лет лишения свободы  |
| ст. 191.2 УК РСФСР      | посягательство на жизнь работника милиции или народного дружинника | от 5 до 15 лет лишения свободы  |
| ч. 3 ст. 213.2 УК РСФСР | угон воздушного судна, повлёкший гибель людей или причинение тяжких телесных повреждений | от 8 до 15 лет лишения свободы  |
| п. «в» ст. 238 УК РСФСР | неповиновение военнослужащего приказу, совершённое в военное время или в боевой обстановке | от 5 до 10 лет лишения свободы  |
| п. «в» ст. 240 УК РСФСР | сопротивление военнослужащего командиру или принуждение его к нарушению служебных обязанностей, сопряжённые с умышленным убийством командира либо совершённые в военное время или в боевой обстановке   | от 5 до 15 лет лишения свободы  |
| п. «б» ст. 242 УК РСФСР | насильственные действия военнослужащего в отношении командира, совершённые в военное время или в боевой обстановке                                                                                      | от 5 до 15 лет лишения свободы  |
| п. «б» ст. 247 УК РСФСР | дезертирство, совершённое военнослужащим срочной службы в военное время | от 5 до 10 лет лишения свободы  |
| п. «г» ст. 247 УК РСФСР | дезертирство, совершённое лицом офицерского состава, прапорщиком, мичманом или военнослужащим сверхсрочной службы в военное время                                                                       | от 7 до 10 лет лишения свободы  |
| ст. 248 УК РСФСР        | самовольное оставление военнослужащим части в боевой обстановке | от 3 до 10 лет лишения свободы  |
| п. «б» ст. 249 УК РСФСР | уклонение военнослужащего от воинской службы путем членовредительства или иным способом, совершённое в военное время или в боевой обстановке                                                            | от 5 до 10 лет лишения свободы  |
| п. «в» ст. 251 УК РСФСР | умышленное уничтожение или повреждение военнослужащим военного имущества, совершённые в военное время или в боевой обстановке                                                                           | от 5 до 10 лет лишения свободы  |
| п. «е» ст. 255 УК РСФСР | нарушение военнослужащим уставных правил караульной службы, совершённое в военное время или в боевой обстановке                                                                                         | от 3 до 10 лет лишения свободы  |
| п. «г» ст. 257 УК РСФСР | нарушение военнослужащим правил несения боевого дежурства, совершённое в военное время | от 5 до 15 лет лишения свободы  |
| п. «в» ст. 260 УК РСФСР | злоупотребление командира властью, превышение или бездействие власти, совершённые в военное время или в боевой обстановке                                                                               | от 5 до 15 лет лишения свободы  |
| ст. 261 УК РСФСР        | сдача или оставление противнику средств ведения войны | от 3 до 10 лет лишения свободы  |
| п. «б» ст. 262 УК РСФСР | оставление капитаном погибающего военного корабля, совершённое в военное время или в боевой обстановке                                                                                                  | от 10 до 15 лет лишения свободы |
| ст. 263 УК РСФСР        | самовольное оставление поля сражения или отказ действовать оружием | 15 лет лишения свободы          |
| ст. 264 УК РСФСР        | добровольная сдача в плен | 15 лет лишения свободы          |
| ст. 266 УК РСФСР        | мародёрство | от 3 до 10 лет лишения свободы  |
| ст. 267 УК РСФСР        | насилие над населением в районе военных действий | от 3 до 10 лет лишения свободы  |

Указом Президиума ВС СССР «Об усилении уголовной ответственности за изнасилование» от 15 февраля 1962 года восстановлена смертная казнь за изнасилование, затем Указом Президиума ВС СССР «Об усилении уголовной ответственности за взяточничество» от 20 февраля 1962 года восстанавливается высшая мера за взяточничество.
При Хрущёве вновь стали казнить за экономические преступления, причём по ряду дел этой категории закону была придана обратная сила (например, по широко известному делу о валюте Рокотова и Файбищенко), также известно об одном случае казни в 1964 году за совершение двойного убийства несовершеннолетнего Нейланда .В 1962 г. было осуждено к смертной казни 2159 человек.
Почти все приговорённые к смертной казни в период с 1960 по 1991 годы — мужчины (однако советское уголовное законодательство не исключало саму возможность применения смертной казни к женщине). При этом достоверно известно только о трёх случаях, когда в данный период к смертной казни были приговорены женщины, и приговор был приведён в исполнение. Это Антонина Макарова (1979), казненная за участие в массовых расстрелах мирных жителей и партизан в период Великой Отечественной войны, Берта Бородкина, расстрелянная в 1983 году за спекуляцию в особо крупных размерах и хищение государственного имущества в особо крупных размерах, и отравительница Тамара Иванютина (1987). Нельзя исключать, что на практике таких случаев было больше; в частности, неизвестна судьба четырёх женщин (Оксаны Собиновой, Светланы Пинскер, Татьяны Внучкиной, Юлии Грабовецкой), осуждённых к смертной казни в 1960-х гг. за валютные преступления, — скорее всего, смертные приговоры в отношении них были тоже приведены в исполнение. Также, в 2007 г. сериал «Следствие вели» рассказывал о некоей «детоубийце Ивашовой», информацию о которой Леонид Каневский скопировал в газету МВД.
Начиная с конца 1980-х годов, СССР стал на путь постепенного сокращения применения смертной казни. Значительную роль в начале публичного обсуждения в СССР вопроса об отмене или, по крайней мере, ограничении применения смертной казни сыграл документальный фильм «Высший суд» (1987 год, режиссёр Герц Франк).

## Постсоветский период. Сокращение применения смертной казни
В 1992 году к смертной казни в России было осуждено 159 человек (было казнено в указанном году 18 человек), в 1993 г. осуждено — 157 человек (казнено — 10 человек), в 1994 г. осуждено — 160 человек (казнено — 10 человек), в 1995 г. осуждено — 141 человек (казнено — 40), в 1996 г. осуждено — 153 человека (казнено — 53), в 1997 г. осуждено 106 человек (не казнено ни одного), в 1998 г. осуждено 116 человек, в 1999 г. — 19.
Конституция РФ, принятая в 1993 году, в ч. 2 ст. 20 установила, что «смертная казнь впредь до её отмены может устанавливаться федеральным законом в качестве исключительной меры наказания за особо тяжкие преступления против жизни при предоставлении обвиняемому права на рассмотрение его дела судом с участием присяжных заседателей».
В 1996 году Россия вошла в Совет Европы и в течение года должна была подписать Европейскую конвенцию о защите прав человека и основных свобод.
ПАСЕ рекомендовала Комитету министров Совета Европы пригласить Россию стать членом Совета Европы, опираясь на обязательства и договоренности, включая и намерение подписать в течение одного года и ратифицировать не позднее, чем через три года, с момента вступления протокола № 6 Конвенции о защите прав человека и основных свобод (отменяющего смертную казнь) и установить со дня вступления мораторий на исполнение смертных приговоров.
16 мая 1996 года президентом России Борисом Ельциным был издан указ «О поэтапном сокращении применения смертной казни в связи с вхождением России в Совет Европы».
В Указе даны некоторые рекомендации различным органам относительно смертной казни (например, в п. 4 рекомендуется «Генеральному прокурору Российской Федерации усилить надзор за исполнением законов об условиях содержания лиц, осуждённых к смертной казни, и лиц, которым смертная казнь заменена пожизненным лишением свободы»).
Данным Указом предписывалось подготовить для внесения в Государственную Думу Федерального Собрания РФ проект федерального закона о присоединении Российской Федерации к Протоколу N 6 (относительно отмены смертной казни) от 28 апреля 1983 г. к Конвенции «о защите прав человека и основных свобод» от 4 ноября 1950 года. Данный Протокол был подписан распоряжением президента РФ от 27 февраля 1997 г. N 53-рп, но в данный момент не ратифицирован и юридической силы не имеет согласно законодательству РФ.
Изначально, в указе предполагалось объявить мораторий на исполнение смертных приговоров, однако включения в него соответствующего пункта не последовало. Смертные приговоры продолжали выноситься судами.
Мораторий, однако, начал действовать фактически, поскольку президент перестал рассматривать дела приговорённых к смертной казни, а согласно ст. 184 УИК РФ исполнение приговора возможно только в том случае, если президент отклонит прошение о помиловании или не примет решение о помиловании (в том случае, если осуждённый не подавал соответствующее прошение).
Таким образом, де-факто в России действовал мораторий на смертную казнь при отсутствии такого моратория де-юре. Приговоры к смертной казни перестали применяться: последний такой приговор приведён в исполнение 2 сентября 1996 года (по другим данным — 2 августа того же года). Последним казнённым, по некоторым данным, стал серийный убийца Сергей Головкин, однако, если исходить из того, что последний смертный приговор был приведён в исполнение в сентябре, а не в августе 1996 г., то им мог оказаться и другой человек (официально имя последнего смертника не разглашается).

## Подписание Протокола № 6 относительно отмены смертной казни
16 апреля 1997 года Россия подписала Протокол № 6 к Конвенции о защите прав человека и основных свобод относительно отмены смертной казни (в мирное время). Государственная дума должна была ратифицировать его до мая 1999 года. Несмотря на то, что 6-й протокол так и не был ратифицирован Россией (единственной из государств — членов Совета Европы), с этого момента смертную казнь в России запрещено применять согласно Венской конвенции, которая велит государству, подписавшему договор, вести себя в соответствии с договором до его ратификации. По мнению экспертов, если РФ откажется от ратификации, Россия и её граждане скорее всего испытают мощный удар возмущения и угроз по изгнанию России из международных организаций.
В случае ратификации данного протокола «смертная казнь отменяется. Никто не может быть приговорен к смертной казни или казнен» (согласно ст. 1 Протокола № 6), исключением является только положение о том, что «государство может предусмотреть в своем законодательстве смертную казнь за действия, совершенные во время войны или при неизбежной угрозе войны» (ст. 2 Протокола № 6).

## Мораторий КС РФ на вынесение смертных приговоров
2 февраля 1999 года Конституционный суд РФ вынес Постановление № 3-П, в котором признал неконституционным возможность вынесения смертных приговоров в отсутствие судов присяжных во всех регионах страны. Данный запрет имел временный и исключительно технический характер и вопрос о смертной казни нельзя было назвать полностью решённым, поскольку она закреплена в Уголовном кодексе РФ в ст. 44 и ст. 59, а порядок её исполнения предусмотрен в главе 23 раздела VII Уголовно-исполнительного кодекса Российской Федерации и решение о принятии Федерального закона о ратификации Протокола N 6 либо его отклонении органами законодательной власти не рассматривается уже более 10 лет.
С 1 января 2010 года суды присяжных должны были начать действовать в последнем субъекте федерации, где их до сих пор не было — в Чеченской Республике.
В 2009 году возникли опасения, что смертная казнь может быть восстановлена в РФ с 2010 года. Отдельные юристы высказали мнение, что хотя Россия и не ратифицировала протокол № 6, подписание его президентом означает, что Россия должна вести себя в соответствии с его положениями до его ратификации (Венская конвенция).
В связи с этим Верховный Суд РФ обратился с запросом о возможности применения смертной казни с этого момента в Конституционный Суд РФ.
По мнению Верховного суда, постановление КС 1999 года «указывает на временный характер института смертной казни, предполагая полную его отмену, неясно, может ли назначаться наказание в виде смертной казни после более чем десятилетнего перерыва с учётом того, что РФ подписала Протокол № 6 к Европейской конвенции и до настоящего времени не выразила ясно своего намерения отказаться от участия в этом договоре». Уполномоченный по правам человека в РФ Владимир Лукин заявлял, что, по сути, смертная казнь в России уже была отменена, в том числе и юридически, и поэтому с 1 января 2010 года возвращения к ней не будет. «Любое применение смертной казни будет означать наш выход из Европейской конвенции, а значит, и из Совета Европы. Так что, фактически, у нас есть полная отмена смертной казни — на мой взгляд, это абсолютно четкая юридическая позиция», — заключил Лукин.

## Признание невозможности назначения смертной казни Конституционным судом РФ
19 ноября 2009 года Конституционный суд России принял решение, согласно которому никакие суды в России более не могут выносить смертные приговоры.
19 ноября 2009 года Конституционный суд РФ своим Определением № 1344-О-Р «О разъяснении пункта 5 резолютивной части Постановления Конституционного Суда Российской Федерации от 2 февраля 1999 года № 3-П» признал невозможность назначения смертной казни. Суд мотивировал это тем, что положения пункта 5 резолютивной части Постановления Конституционного Суда Российской Федерации от 2 февраля 1999 года № 3-П в системе действующего правового регулирования, на основе которого в результате длительного моратория на применение смертной казни сформировались устойчивые гарантии права человека не быть подвергнутым смертной казни и сложился конституционно-правовой режим, в рамках которого — с учётом международно-правовой тенденции и обязательств, взятых на себя Российской Федерацией, — происходит необратимый процесс, направленный на отмену смертной казни, как исключительной меры наказания, носящей временный характер («впредь до её отмены») и допускаемой лишь в течение определённого переходного периода, то есть на реализацию цели, закрепленной статьёй 20 (часть 2) Конституции Российской Федерации, означают, что введение суда с участием присяжных заседателей на всей территории Российской Федерации, не открывает возможность применения смертной казни, в том числе по обвинительному приговору, вынесенному на основании вердикта присяжных заседателей.
Конституционный суд РФ также указал, что Российская Федерация связана требованием статьи 18 Венской конвенции о праве международных договоров не предпринимать действий, которые лишили бы подписанный ею Протокол № 6 его объекта и цели до тех пор, пока она официально не выразит своё намерение не быть его участником (то есть пока не будет отозвана подпись под данным документом). Поскольку основным обязательством по Протоколу № 6 является полная отмена смертной казни, то в России с 16 апреля 1997 года (даты подписания Протокола) смертная казнь применяться не может, то есть наказание в виде смертной казни не должно ни назначаться, ни исполняться.
Судья Конституционного суда РФ Ю. Д. Рудкин с данным решением не согласился и высказал особое мнение.
Пресс-секретарь Верховного суда Павел Одинцов, комментируя решение Конституционного суда России, сказал, что «конституционный суд поставил точку в споре о дальнейшей судьбе такого вида наказания, как смертная казнь. В нашем случае появилась правовая определённость в том, как действовать судам общей юрисдикции в данном случае».
После того как зампред комитета Госдумы по обороне единоросс Франц Клинцевич в августе 2012 года предложил вернуть высшую меру для военных преступников, педофилов и крупных коррупционеров, глава президентского совета по правам человека Михаил Федотов пояснил, что теперь снять мораторий можно, только изменив Конституцию: «Эта позиция не может быть отменена. Только если будет пересмотрена действующая Конституция. Я думаю, что дискуссии на эту тему будут подниматься, потому что есть люди, которые считают, что наступило время репрессий, но это не так, оно не наступило и не наступит никогда».
В июне 2024 года председатель Конституционного суда Валерий Зорькин в своем докладе заявил, что в рамках действующей Конституции смертная казнь в России невозможна. По его словам, мера ограничения прав — подвижная величина, но есть пределы этих изменений. Одним из таковых для КС РФ является недопустимость возобновления назначения и применения смертной казни.

## Порядок назначения и исполнения
После вступления в силу с 1 января 1997 года Уголовного кодекса Российской Федерации (УК РФ) взамен ранее действовавшего Уголовного кодекса РСФСР в России значительно сокращён перечень преступлений, видом наказания за которые могла быть назначена смертная казнь. Согласно ч. 1 ст. 59 УК РФ смертная казнь как исключительная мера наказания может быть установлена только за особо тяжкие преступления, посягающие на жизнь.
| статья УК РФ       | состав преступления                                                                        | альтернативные наказания                                     |
| ------------------ | ------------------------------------------------------------------------------------------ | ------------------------------------------------------------ |
| ч. 2 ст. 105 УК РФ | убийство с отягчающими обстоятельствами                                                    | от 8 до 20 лет лишения свободы; пожизненное лишение свободы  |
| ст. 277 УК РФ      | посягательство на жизнь государственного или общественного деятеля                         | от 12 до 20 лет лишения свободы; пожизненное лишение свободы |
| ст. 295 УК РФ      | посягательство на жизнь лица, осуществляющего правосудие или предварительное расследование | от 12 до 20 лет лишения свободы; пожизненное лишение свободы |
| ст. 317 УК РФ      | посягательство на жизнь сотрудника правоохранительного органа                              | от 12 до 20 лет лишения свободы; пожизненное лишение свободы |
| ст. 357 УК РФ      | геноцид                                                                                    | от 12 до 20 лет лишения свободы; пожизненное лишение свободы |

Единственным видом смертной казни в России является расстрел. Смертная казнь не может применяться по отношению к женщинам, а также к мужчинам, совершившим преступления в возрасте до восемнадцати лет или достигшим возраста более 65 лет. В порядке помилования смертная казнь заменяется пожизненным лишением свободы или лишением свободы на срок 25 лет.
Смертная казнь не назначается лицу, выданному Российской Федерации иностранным государством для уголовного преследования, если в соответствии с законодательством иностранного государства, выдавшего лицо, смертная казнь за совершенное этим лицом преступление не предусмотрена или неприменение смертной казни является условием выдачи либо смертная казнь не может быть ему назначена по иным основаниям.
Смертная казнь также не назначается за приготовление к преступлению и покушение на него при вердикте присяжных о снисхождении, а также в случае заключения досудебного соглашения о сотрудничестве.
Вопрос о применении сроков давности привлечения к уголовной ответственности и исполнения приговора к лицу, совершившему преступление, наказуемое смертной казнью, решается судом. Если суд не сочтет возможным освободить указанное лицо от уголовной ответственности в связи с истечением сроков давности, то смертная казнь не применяется (ст. 78 и 83 УК РФ).
К лицам, совершившим преступления, предусмотренные статьей 357 УК РФ, а равно совершившим сопряженные с осуществлением террористической деятельности преступления, предусмотренные статьей 277 УК РФ после 5 мая 2014 года, сроки давности не применяются и они могут быть приговорены к смертной казни в любое время после совершения преступления.
Осуждённый к смертной казни должен содержаться в одиночной камере в условиях, обеспечивающих его усиленную охрану и изоляцию. Он имеет право на обращение с ходатайством о помиловании к президенту РФ. В этом случае исполнение приговора суда приостанавливается до принятия решения президентом.
При отказе осуждённого от обращения с ходатайством о помиловании администрация исправительного учреждения составляет акт в присутствии прокурора. Указанный акт удостоверяется прокурором и направляется им в Верховный Суд Российской Федерации и Генеральную прокуратуру Российской Федерации для проверки уголовного дела и составления заключения, которое представляется президенту Российской Федерации. Исполнение приговора в этом случае приостанавливается до принятия решения президентом Российской Федерации.
Основанием для исполнения наказания в виде смертной казни являются вступивший в законную силу приговор суда, а также решение президента Российской Федерации об отклонении ходатайства осуждённого о помиловании или решение президента Российской Федерации о неприменении помилования к осуждённому, отказавшемуся от обращения с ходатайством о помиловании.
Осуждённые к смертной казни имеют следующие права:
- в предусмотренном законом порядке оформить необходимые гражданско-правовые и брачно-семейные отношения;
- получать необходимую медицинскую помощь;
- получать юридическую помощь и иметь свидания без ограничения их продолжительности и количества с адвокатами и иными лицами, имеющими право оказывать юридическую помощь;
- получать и отправлять письма без ограничения;
- иметь ежемесячно одно краткосрочное свидание с близкими родственниками;
- иметь свидания со священнослужителем;
- пользоваться ежедневно прогулкой продолжительностью 30 минут;
- ежемесячно расходовать на приобретение продуктов питания и предметов первой необходимости средства в размере, установленном для осуждённых, содержащихся в тюрьме на строгом режиме.

До принятия решения о помиловании осуждённые содержатся в условиях, установленных для отбывания лишения свободы в исправительных колониях особого режима для осуждённых, отбывающих пожизненное лишение свободы. Если принято решение о неприменении помилования или отказе в помиловании — осуждённые содержатся в тюрьмах.
Согласно статье 186 Уголовно-исполнительного кодекса РФ, смертная казнь исполняется непублично путём расстрела, отдельно в отношении каждого осуждённого и в отсутствие остальных, в процессе чего присутствуют прокурор, представитель учреждения, в котором исполняется смертная казнь, и врач. Наступление смерти осуждённого фиксируется врачом. По исполнении приговора суда составляется специальный протокол, подписанный лицами — участниками исполнения. Ставится в известность суд и как минимум, один из близких родственников осуждённого. Тело осуждённого для захоронения не выдается и о месте захоронения не сообщается.
В соответствии с ч. 11 ст. 16 УИК РФ наказание в виде смертной казни должно исполняться учреждениями уголовно-исполнительной системы. По сложившейся практике до 1996 г. включительно данный вид наказания исполнялся следственными изоляторами и тюрьмами.

## Отсрочка исполнения смертного приговора или замена наказания
При наличии сомнений в психическом состоянии осуждённого он обследуется комиссией из трех врачей-специалистов, составляется протокол обследования. При наличии психического расстройства, лишающего возможности осознавать характер и общественную опасность своих действий или бездействий, руководить ими, исполнение приговора приостанавливается и протокол направляется в суд.
На основании заключения медицинской комиссии суд освобождает осуждённого от наказания на основании ч. 1 ст. 81 УК РФ с назначением принудительной меры медицинского характера — лечения в психиатрическом стационаре. С учётом тяжести совершённого преступления и опасности осуждённого принудительное лечение назначается в психиатрическом стационаре специализированного типа с интенсивным наблюдением.
Один раз в шесть месяцев комиссия врачей-психиатров проводит освидетельствование осуждённого. При отсутствии оснований для прекращения принудительных мер медицинского характера комиссия представляет в суд заключение о продлении применения данных мер. Первое продление данных мер производится по истечении шести месяцев с момента начала лечения, последующие — ежегодно.
Если в процессе применения данных мер произойдет существенное изменение в состоянии здоровья осуждённого, дающее основание для изменения вида или отмены данных мер, освидетельствование производится независимо от истечения каких бы то ни было сроков.

Суд может изменить вид данных мер либо прекратить их применение по представлению лечащего учреждения-стационара.
В соответствии с ч. 4 ст. 81 УК РФ в случае выздоровления осуждённого суд может постановить об исполнении назначенного наказания, если не истек срок давности обвинительного приговора по делам об особо тяжких преступлениях, в соответствии с п. «г» ч. 1 ст. 83 УК РФ составляющий 15 лет. По истечении указанного срока вопрос о применении давности к лицу, осуждённому к смертной казни, решается судом. Суд может применить давность и освободить лицо от наказания либо заменить наказание лишением свободы на определённый срок. Время пребывания в психиатрическом стационаре засчитывается в срок наказания и суд не может назначить вместо смертной казни лишение свободы на срок более 20 лет, при совокупности преступлений более 25 лет, по совокупности приговоров более 30 лет. Если выздоровление осуждённого произойдёт по истечении этих сроков, осуждённый считается отбывшим наказание и подлежит по определению суда освобождению.

## Общественное мнение
Согласно данным Всероссийского социологического экспресс-опроса ВЦИОМ, на июль 2001 года сторонниками смертной казни за особо тяжкие преступления против личности являлись 72 % при 9 % противников. Согласно опросам ВЦИОМ, в 2004 году 84 % россиян выступали за ужесточение законодательства вплоть до введения смертной казни в вопросах борьбы с терроризмом. В 2005 году среди опрошенных ВЦИОМ смертную казнь в отношении террористов поддерживали 96 % при 3 % противников. Из числа сторонников 78 % заявили, что «полностью поддерживают», а 18 % — что «скорее поддерживают». При этом 84 % опрошенных россиян выразили свою поддержку отмены моратория на смертную казнь. В свою очередь, опрошенные жители Южного федерального округа РФ выразили свою поддержку смертной казни практически единодушно. В июне 2005 года, согласно опросам Аналитического центра «Левада-Центр», сторонниками смертной казни являлись 65 % при 25 % противников. Согласно сведениям Социологического факультета МГУ им. М. В. Ломоносова, полученным на май 2002 года, сторонниками смертной казни среди судей являлись 89 % опрошенных.
В 2012 году социологами Фонда «Общественное мнение» был проведен опрос, в ходе которого было выяснено, что 62 % россиян желают ввести смертную казнь.

## Мнение современных российских политиков и политических партий

### КПРФ
Коммунистическая партия Российской Федерации выступает за применение смертной казни за коррупцию в особо крупных размерах. Ещё в 1996 году Госдума приняла разработанный Виктором Илюхиным закон о противодействии коррупции, основными положениями которого были: введение смертной казни за коррупционные преступления и хищение государственной собственности в особо крупных размерах; конфискация всего имущества у взяточников и членов их семей; введение отчетности чиновников не только за доходы, но и за расходы. На закон было наложено вето президента Ельцина.
КПРФ резко осудила отмену смертной казни в 2009 году: по их мнению, это противоречит интересам России. После террористических актов в Московском метро лидер партии Геннадий Зюганов предложил восстановить смертную казнь за особо тяжкие преступления.

### ЛДПР
В программе ЛДПР есть требование ввести смертную казнь за терроризм, а также для коррупционеров, чьи действия идут «на руку террористам».
Основатель и лидер партии в 1992—2022 годах Владимир Жириновский выступал за большее применение смертной казни: по его мнению, это сократило бы количество преступлений. Так, например, по его мнению, смертная казнь должна была применяться в отношении виновников крушений самолётов, aварии на Саяно-Шушенской ГЭС и крушения теплохода «Булгария», что сократило бы количество таких происшествий. Жириновский не боялся международных санкций:
Нас могут исключить из Совета Европы, но безопасность наших граждан нам дороже, чем членство в политической организации, какой является Совет Европы.
В качестве «профилактики» от судебных ошибок он предлагал казнить вынесших ошибочный смертный приговор судью и следователя. Жириновский отрицательно относился к пожизненному лишению свободы: по его мнению, это создавало для преступника безопасность и возможность для коррупции. А преступник должен бояться смертной казни:
Самое главное, казнь должна быть публичная. Если будем вешать в центре города, и труп будет висеть два-три дня, обязательно сократится количество преступлений.
Он продолжал требовать введения смертной казни, не соглашаясь с предложениями чем-либо заменить её.

### Владимир Путин и Дмитрий Медведев
Владимир Путин в начале своего президентства выступил против восстановления смертной казни. По его мнению, ужесточение наказания само по себе не ведёт к искоренению преступности.
Этой же позиции он придерживается до сих пор:
Применяя смертную казнь в отношении своих граждан, даже преступников, государство воспитывает других своих граждан в жестокости и порождает вновь и вновь жестокость со стороны граждан в отношении друг друга и в отношении самого государства. И это тоже вредно и контрпродуктивно. Для того чтобы эффективно бороться с преступностью, нужна взвешенная, эффективная экономическая политика, эффективная социальная политика, грамотная и современная цивилизованная работа пенитенциарной системы, всех правоохранительных органов. Вот это сделать трудно, труднее, чем ввести смертную казнь.
Дмитрий Медведев не восстановил смертную казнь. Он не поддержал предложение Геннадия Зюганова ввести смертную казнь для террористов. Вместо этого он предлагал ужесточить наказание для пособников террористов. На совещании в сентябре 2011 года при обсуждении вопроса о коррупции он также предлагал ужесточить сроки заключения для коррупционеров, а также напомнил, что в других странах в качестве наказания за коррупцию применяют смертную казнь:
У нас, в отличие от других стран, нет смертной казни за это. Иногда считают, что это помогает.
В феврале 2022 года заместитель председателя Совета Безопасности России Дмитрий Медведев после приостановки членства России в Совете Европе после начала боевых действий на Украине заявил о «хорошей возможности» восстановить ряд старых важных институтов в стране, к которым отнёс и смертную казнь.

### Единая Россия
В партии «Единая Россия» нет чётко сформированного мнения о смертной казни. Так, например, Любовь Слиска заявляла, что смертная казнь необходима при наказании за педофилию, и она готова молиться за её восстановление. Судебные ошибки, по её мнению, единичны, а России необходимо следовать примеру США, где смертная казнь применяется до сих пор:
Я не могу согласиться с тем, что педофил будет пожизненно сидеть в тюрьме, а мы, граждане, будем отчислять налоги и содержать его до конца дней.
За смертную казнь также выступают, например, член Совета Федерации Александр Чекалин, депутаты Госдумы Евгений Богомольный и Ирина Яровая.
Противником смертной казни в мирное время является первый заместитель секретаря президиума Генерального совета партии «Единая Россия» Андрей Исаев:
Доказано, что казнь ни в коей мере не является профилактической мерой. Ни в коей мере не избавляет от совершаемых преступлений. Доказано, что само наличие смертной казни влечет за собой возможность трагических ошибок. Когда казнят невинных людей. Если через пять лет выяснится, что человек невиновен, а он отбывает пожизненное заключение, конечно, пять лет вычеркнуты из его жизни, но жизнь не уничтожена, как это было бы в условиях применения смертной казни.
После решения Конституционного суда об отмене смертной казни лидер партии и председатель Госдумы Борис Грызлов заявил, что Россия не будет ратифицировать шестой протокол об отмене смертной казни из-за террористических угроз.
В партии «Единая Россия» в 2011 году обсуждалась новая мера наказания для педофилов — пожизненная каторга.

### Справедливая Россия
Лидер партии Справедливая Россия Сергей Миронов ранее заявлял, что его партия является противницей смертной казни, однако, учитывая общественное мнение, пока не собирается ратифицировать шестой протокол и отменять смертную казнь юридически.
Такую же позицию занимал и бывший лидер партии Николай Левичев:
Честно говоря, я и не надеялся, что Конституционный суд РФ примет какое-то другое решение. По моему мнению, вопрос здесь даже не в том, что Россия должна соблюдать принятые на себя международные обязательства. Мне представляется, что за последние годы Россия совершает мучительный путь к правовому государству, в котором жизнь каждого гражданина является высшей ценностью. Этого очень не хватало нам в прежние годы. Смертная казнь неприемлема для современного государства, придерживающегося демократических и гуманистических принципов. Смертная казнь как исключительная мера наказания не может сводиться к мести, которая преследует своей целью желание облегчить перенесенные страдания видом мучений виновного в них. Наказание, в отличие от мести, направлено на предотвращение подобного в дальнейшем. Необходимо, чтобы это было понято и воспринято общественным сознанием.
Однако 20 ноября 2015 года Сергей Миронов высказал противоположное мнение:
Я сегодня буду предлагать, как исключение из правил, ввести смертную казнь для террористов и их пособников.
15 октября 2019 года, в связи с резонансным убийством 9-летней Лизы Киселёвой в Саратове, Сергей Миронов сообщил, что «„Справедливая Россия“ внесёт в Госдуму законопроект о частичной отмене моратория на смертную казнь для покусившихся на убийство детей, совершивших теракт и пособников террористов». Это намерение поддержал и лидер КПРФ Геннадий Зюганов.
11 мая 2021 года, после массового убийства в гимназии № 175 в Казани, Сергей Миронов вновь предложил вернуть в Уголовный кодекс РФ наказание в виде смертной казни за убийство детей.

## Мнение Русской православной церкви
Основы социальной концепции Русской православной церкви:
Церковь часто принимала на себя долг печалования перед светской властью об осуждённых на казнь, прося для них милости и смягчения наказания. Более того, христианское нравственное влияние воспитало в сознании людей отрицательное отношение к смертной казни. Так, в России с середины XVIII века до революции 1905 года она применялась крайне редко. Для православного сознания жизнь человека не кончается с телесной смертью — именно поэтому церковь не оставляет душепопечения о приговорённых к высшей мере наказания.

Отмена смертной казни даёт больше возможностей для пастырской работы с оступившимся и для его собственного покаяния. К тому же очевидно, что наказание смертью не может иметь должного воспитательного значения, делает непоправимой судебную ошибку, вызывает неоднозначные чувства в народе. Сегодня многие государства отменили смертную казнь по закону или не осуществляют её на практике. Помня, что милосердие к падшему человеку всегда предпочтительнее мести, Церковь приветствует такие шаги государственных властей.
Против смертной казни высказывались Патриарх Алексий II и Патриарх Кирилл. Митрополит Минский и Слуцкий Филарет пояснил позицию Церкви следующим образом:
Господь наш Иисус Христос в Своей Нагорной проповеди говорит: «Вы слышали, что сказано древним: не убивай; кто же убьет, подлежит суду [см: Исх. 20:13]. А Я говорю вам, что всякий, гневающийся на брата своего напрасно, подлежит суду» (Мф. 5:21-22). Таким образом, как считают авторитетные толкователи Священного Писания, по мысли Христа, запрещается не только убийство человека человеком, но даже и гнев одного человека на другого. А уж убийство — и подавно.
Здесь уместно заметить, что по закону, данному Богом через Моисея, за преднамеренное убийство человеку полагалась смертная казнь. «Убийцу до́лжно предать смерти», — говорится в Книге Чисел (Чис. 35:16-18).
Но вот пришел Мессия, Спаситель, Господь наш Иисус Христос, — и Апостол говорит: «… кто во Христе, тот новая тварь; древнее прошло, теперь всё новое» (2Кор. 5:17).

Таким образом, на основании заповеди Христа, данной нам в Нагорной проповеди, мы должны отрицать всякого рода и всевозможные убийства. Из этой Господней заповеди следует, что, согласно учению Христа, ни убийств на войне, ни казней преступников (как это было в Ветхом Завете) не должно быть. Это — новый закон. И надо осознавать, что всё остальное, как бы и чем бы мы ни мотивировали и ни объясняли возникающие обстоятельства, — всё остальное есть отступление от закона, то есть грех.